# Aradus corticalis
Aradus corticalis is een wants uit de familie van de schorswantsen (Aradidae). De soort werd het eerst wetenschappelijk beschreven door Carl Linnaeus in 1758.

## Uiterlijk
De platte, langwerpig ovale wants is zwartbruin, als volwassen dier, altijd macropteer (langvleugelig) en kan 7 tot 8 mm lang worden. De kop, het halsschild en het scutellum zijn bruinzwart, de punt van het scutellum is licht gekleurd. Het halsschild heeft vier onduidelijke opstaande randjes in de lengte (kielen), de zijrand heeft kleine tandjes en de hoeken aan de onderkant zijn licht. 
Het doorzichtige gedeelte van de voorvleugels is donker met een lichte tekening langs de aders, het verharde gedeelte van de voorvleugels is bruinzwart en licht aan het begin. De zijrand van het achterlijf (het connexivum) is opvallen breed, zwartbruin en heeft op elk achterlijfssegment een lichte driehoek. Van de zwarte antennes is het tweede segment dik en langer dan het derde segment.

## Leefwijze
De wantsen kunnen gedurende het hele jaar in alle levensstadia gevonden worden in bossen onder schors van beuken en sparren of zwammen op boomstronken.

## Leefgebied
De soort is in Nederland zeer zeldzaam en mogelijk zelfs verdwenen. De verspreiding is verder Palearctisch, van Europa tot het Midden-Oosten, de Kaukasus, Siberië, China en Japan.